# Alan John Percivale Taylor
Alan John Percivale Taylor (25. březen 1906, Birkdale – 7. září 1990, Londýn) byl anglický historik a novinář specializující se na dějiny evropské diplomacie, zvláště v 19. a 20. století.

## Život
Narodil se v bohaté, nicméně levicově orientované rodině. Protože byli jeho rodiče také silnými pacifisty, dali ho do kvakerské školy. Vystudoval posléze Oriel College na Oxfordské univerzitě, promoval v roce 1927. Na univerzitě také vstoupil do Komunistické strany Británie. Již za dva roky však vystoupil a poté, až do konce života, podporoval Labour party. Byl jejím členem přes 60 let.
V letech 1930-1938 učil na univerzitě v Manchesteru. V roce 1931 začal psát recenze a eseje pro Manchester Guardian (později The Guardian), novinovým komentářům se pak věnoval celý život (v Observeru, Sunday Mirror, Daily Herald, Sunday Express). Roku 1934 publikoval první knihu The Italian Problem in European Diplomacy 1847–1849. Roku 1938 přišel s druhou knihou, Germany’s First Bid for Colonies 1884–1885: A Move in Bismarck’s European Policy. V letech 1938-1963 byl učitelem novodobé historie na Magdalen College v Oxfordu, výzkumným pracovníkem zde byl až do roku 1976.
Za druhé světové války se v Londýně (jako člen domobrany) velmi spřátelil s Edvardem Benešem, který tam tehdy vedl exilovou vládu. Ještě bližší vztahy měl s maďarským politikem Mihály Károlyim, a to až takové, že podle mnohých kritiků ho ve svých knihách líčil značně nekriticky. Pracoval v té době v propagandistické agentuře Political Warfare Executive. Byl zde znám jako podporovatel zemí střední a východní Evropy, lobboval také za britské uznání Josipa Broze Tita jako legitimního lídra jugoslávské exilové vlády.
V roce 1950 se stal členem panelu pro analýzu programu BBC. V té době se stal také populární díky pravidelným televizním vystoupením.
V 60. letech dosáhl celosvětového ohlasu s knihou The Origins of the Second World War (1961), kde otevřel pro Brity bolestné téma viny za vypuknutí druhé světové války kvůli politice appeasementu. Kniha vyvolala široké diskuse a musel kvůli kontroverzím dokonce načas opustit Oxford. Učil pak na Institute of Historical Research a Polytechnic of North London. V roce 1979 Taylor na protest vystoupil z British Academy kvůli odvolání Anthonyho Blunta obviněného z toho, že je sovětským špionem. Roku 1983 vydal svou autobiografii.
Byl znám jako euroskeptik, jeho názory byly také někdy označovány za protiněmecké. Byl též velkým odpůrcem kouření a automobilismu. Z českého hlediska je zajímavostí, že v roce 1976 v rozhovoru o situaci v Severním Irsku prohlásil, že nejlepším řešením by byl odsun miliónu tamních protestantů do Anglie, a jako úspěšný precedens podobného řešení uvedl civilizované vyhoštění Němců z Československa po druhé světové válce.